# Nadal Broline
Nadal Broline, född 25 maj 2010 i Svenljunga i Västra Götalands län, är en svensk varmblodig travhäst. Han tränades av Reijo Liljendahl åren 2014–2019, och kördes då oftast av Ulf Ohlsson men ibland av Erik Adielsson. Sedan februari 2019 tränas och körs han av Björn Goop.
Nadal Broline började tävla i februari 2014 och inledde med tre raka segrar. Han har till september 2019 sprungit in 7,1 miljoner kronor på 59 starter varav 24 segrar, 14 andraplatser och 8 tredjeplatser. Han har tagit karriärens hittills största seger i Gulddivisionens final (nov 2018). Karriärens hittills största framgång kom vid tredjeplatsen i Elitloppet (2018).
Han har även segrat i lopp som Klass II-final (2015), Bronsdivisionens final (2015), Silverdivisionens final (2016), Birger Bengtssons Minne (2016), Algot Scotts Minne (2018) och Meadow Roads Lopp (2019). Han har även kommit på andraplats i Gulddivisionens final (nov 2016, dec 2017, sept 2019), Copenhagen Cup (2017), Sundsvall Open Trot (2017) och Årjängs Stora Sprinterlopp (2018, 2019).

## Karriär

### Säsongen 2018
Säsongen 2018 årsdebuterade Nadal Broline den 12 maj i Algot Scotts Minne på Åbytravet. Vinnaren i detta lopp bjöds in till 2018 års upplaga av Elitloppet. Nadal Broline segrade med en hals före Giveitgasandgo, och bjöds därmed in till att delta i Elitloppet för första gången i karriären. Elitloppet gick av stapeln den 27 maj. Han kom på tredjeplats bakom Ringostarr Treb respektive Propulsion i både försöksloppet och finalen.
Första starten efter Elitloppet blev Norrbottens Stora Pris den 16 juni 2018. Han var spelad till andrahandsfavorit bakom Propulsion, men slutade oplacerad i loppet. Detta var första gången under karriärens dittills 43 starter som Nadal Broline slutade oplacerad i ett lopp. Den 14 juli kom han på andraplats i Årjängs Stora Sprinterlopp. Därefter kom han på fjärdeplats i Sundsvall Open Trot den 25 augusti. Han deltog sedan i 2018 års UET Trotting Masters-final den 16 september på Östersundstravet, där han slutade oplacerad.
Den 24 november 2018 på Solvalla segrade Nadal Broline i Konung Carl XVI Gustafs Silverhäst, som ingick som en Gulddivisionsfinal på V75. Detta var hans första seger i ett grupplopp och karriärens hittills största seger.

### Flytt till Goop
I mitten av februari 2019 bröt Reijo Liljendahl sitt långtida samarbete med Onkel Invest Oy, som äger Nadal Broline. Hästen flyttades då till Björn Goop. Han gjorde sin första start för 2019 och första start i Goops regi den 14 maj 2019 i Meadow Roads Lopp på Solvalla. Han segrade direkt i debuten, på topptiden 1.09,1 över 1640 meter.